# Vinovatul (film din 1991)
Vinovatul este un film psihologic din 1991 regizat de Alexa Visarion după o piesă de teatru omonimă de Ion Băieșu. În rolurile principale au interpretat actorii Ștefan Iordache, Carmen Galin și Dana Dogaru.

## Distribuție
- Ștefan Iordache - Ștefan
- Carmen Galin - Maria
- Dana Dogaru
- Mircea Diaconu
- Dan Condurache
- Rodica Negrea
- Cătălina Murgea
- Eusebiu Ștefănescu